# Arcadia (Tucumán)
Arcadia es una localidad (comuna rural) que está situada en el departamento Chicligasta, provincia de Tucumán, Argentina. La jurisdicción de la comuna abarca la región comprendida entre los ríos Gastona y Río Seco (al sur y al norte de dichos ríos compete al municipio de Concepción y a la comuna de Río Seco, respectivamente). Arcadia se encuentra a 66 km de la capital provincial San Miguel de Tucumán y a 6 km de Concepción.

## Población
Cuenta con 2072 habitantes (Indec, 2010), lo que representa un incremento del 10% frente a los 1888 habitantes (Indec, 2001) del censo anterior.
| Gráfica de evolución demográfica de Arcadia entre 1991 y 2010 |
|                                                               |
| Fuentes: INDEC                                                |

## Parroquia Sagrado Corazón de Jesús e Inmaculado Corazón de María
Está ubicada en la intersección de las calles 9 de Julio y Pje. s/n, a 200 metros de ruta nacional 38. Fiestas patronales al Sagrado Corazón de Jesús y al Inmaculado Corazón de María: último domingo del mes de junio; dicha celebración es de alcance popular

## Parroquias de la Iglesia católica en Arcadia
| Diócesis  | Santísima Concepción                                   |
| --------- | ------------------------------------------------------ |
| Parroquia | Sagrado Corazón de Jesús e Inmaculado Corazón de María |